# Бороздино (Тверская область)
Бороздино — деревня в Старицком районе Тверской области России. Входит в состав сельского поселения «Паньково».

## География
Деревня расположена на берегу речки Старчонка в 1 км на юго-запад от райцентра Старицы при автодороге Р-132 Золотое кольцо.

## История
Впервые о наличии в селе церкви сообщает писцовая книга Владимира 3амытцкого и подьячего Ивана Федорова 1626 года: «В Старицком уезде в Вяцкой волости государево дворцовое село Покровское, Бороздино тож, на реке Волге да на речке настаит, а в селе Покровском - церковь Покрова Пресвятыя Богородицы, деревянная клецки со всякими церковными строениями». Каменная двухэтажная Покровская церковь была построена в 1779 году на средства помещика И.П. Власова. Двухэтажная церковь имела три престола: главный - во имя Покрова Пресвятой Богородицы, правый - во имя св. апостолов Петра и Павла, левый (построенный на средства местного помещика Петра Александровича Свечина) - во имя Димитрия Ростовского. Вторая церковь - кладбищенская Казанская была построена в 1795 году также на средства помещика И.П. Власова и освящена в 1819 году. 

### Административно-территориальная принадлежность
В конце XIX — начале XX века село входило в состав Прасковьинской волости Старицкого уезда Тверской губернии. 
С 1929 года деревня входила в состав Коньковского сельсовета Старицкого района Ржевского округа Западной области, с 1935 года — в составе Калининской области, с 1994 года — в составе Коньковского сельского округа, с 2005 года — в составе Паньковского сельского поселения, с 2012 года — в составе сельского поселения «Паньково».

## Население
| 1859 | 1886 | 2002 | 2008 | 2010 |
| ---- | ---- | ---- | ---- | ---- |
| 396  | ↘368 | ↘221 | ↘217 | ↘200 |

## Известные уроженцы, жители
- Волков, Владимир Михайлович (1921—1997) — советский инженер-электрик путей сообщения.

## Инфраструктура
Личное подсобное хозяйство с зоной сельскохозяйственного использования, индивидуальная застройка усадебного типа.
Основа экономики — сельское хозяйство.

## Достопримечательности
В деревне расположена недействующая Церковь Казанской иконы Божией Матери (1795).

## Транспорт
Остановка общественного транспорта «Бороздино». 